# NGC 1633
NGC 1633 is een balkspiraalstelsel in het sterrenbeeld Stier. Het hemelobject werd op 9 december 1798 ontdekt door de Duits-Britse astronoom William Herschel.

## Synoniemen
- PGC 15774
- UGC 3125
- MCG 1-12-14
- ZWG 419.23
- KCPG 101A